# Waddesdon Strict Baptist Chapel
De Waddesdon Strict Baptist Chapel is een voormalige Strict Baptist kapel in het dorpje Waddesdon. De kapel is gebouwd in 1792, nadat een gemeente werd gesticht door Francis Cox. De laatste kerkdienst werd gehouden in 1976. In 1986 is het witgepleisterde gebouw opgeknapt in originele staat door de stichting Friends of Friendless Churches. In 2005 en 2009 zijn conserveringswerkzaamheden uitgevoerd. Naast het kerkje is een oude begraafplaats gelegen. In het gebouw zijn circa 50 zitplaatsen in de vorm van houten banken.